# Sollevamento pesi ai Giochi della XXIII Olimpiade - Pesi mediomassimi
La competizione della categoria pesi mediomassimi (fino a 90 kg) di sollevamento pesi ai Giochi della XXIII Olimpiade si è svolta il giorno 5 agosto 1984 al Gersten Pavilion di Los Angeles.

## Regolamento
La classifica era ottenuta con la somma delle migliori alzate delle seguenti 2 prove:
- Strappo
- Slancio

Su ogni prova ogni concorrente aveva diritto a tre alzate. In caso di parità vinceva il sollevatore che pesava meno.

## Risultati
| Pos.    | Atleta                  | Nazione        | Peso Atleta | Strappo | Strappo | Strappo | Strappo | Slancio | Slancio | Slancio | Slancio | Totale |
| Pos.    | Atleta                  | Nazione        | Peso Atleta | 1       | 2       | 3       | Tot     | 1       | 2       | 3       | Tot     | Tot    |
| ------- | ----------------------- | -------------- | ----------- | ------- | ------- | ------- | ------- | ------- | ------- | ------- | ------- | ------ |
| Oro     | Nicu Vlad               | Romania        | 89,75       | 165,0   | 172,5   | 172,5   | 172,5   | 205,0   | 215,0   | 220,0   | 220,0   | 392,5  |
| Argento | Petre Dumitru           | Romania        | 87,20       | 157,5   | 162,5   | 165,0   | 165,0   | 190,0   | 195,0   | 197,5   | 195,0   | 360,0  |
| Bronzo  | David Mercer            | Gran Bretagna  | 88,65       | 155,0   | 155,0   | 157,5   | 157,5   | 195,0   | 195,0   | 200,0   | 195,0   | 352,5  |
| 4       | Peter Immesberger       | Germania Ovest | 88,90       | 155,0   | 160,0   | 160,0   | 155,0   | 195,0   | 200,0   | 200,0   | 195,0   | 350,0  |
| 5       | Hwang Woo-won           | Corea del Sud  | 89,00       | 147,5   | 152,5   | 152,0   | 152,0   | 197,5   | 197,5   | 202,5   | 197,5   | 350,0  |
| 6       | Nikos Iliadis           | Grecia         | 89,10       | 150,0   | 155,0   | 155,0   | 155,0   | 195,0   | 200,0   | 202,5   | 195,0   | 350,0  |
| 7       | Henri Høeg              | Danimarca      | 89,05       | 147,5   | 152,5   | 155,0   | 152,5   | 190,0   | 195,0   | 200,0   | 195,0   | 347,5  |
| 8       | José Garces             | Messico        | 88,60       | 150,0   | 155,0   | 155,0   | 150,0   | 192,5   | 200,0   | 202,5   | 192,5   | 342,5  |
| 9       | Josef Span              | Austria        | 88,70       | 145,0   | 150,0   | 152,5   | 150,0   | 192,5   | 197,5   | 197,5   | 192,5   | 342,5  |
| 10      | Keith Boxell            | Gran Bretagna  | 89,15       | 145,0   | 150,0   | 155,0   | 150,0   | 187,5   | 187,5   | 192,5   | 192,5   | 342,5  |
| 11      | Ma Wenguang             | Cina           | 89,05       | 145,0   | 150,0   | 150,0   | 145,0   | 190,0   | 195,0   | 197,5   | 195,0   | 340,0  |
| 12      | Denis Garon             | Canada         | 89,30       | 142,5   | 147,5   | 147,5   | 147,5   | 185,0   | 192,5   | 192,5   | 192,5   | 340,0  |
| 13      | Francisco Coelho        | Portogallo     | 89,75       | 150,0   | 150,0   | 160,0   | 150,0   | 190,0   | 195,0   | 195,0   | 190,0   | 340,0  |
| 14      | Daniel Tschan           | Svizzera       | 88,70       | 150,0   | 150,0   | 150,0   | 150,0   | 180,0   | 187,5   | 190,0   | 187,5   | 337,5  |
| 15      | Maged Mohamed           | Egitto         | 89,80       | 142,5   | 147,5   | 150,0   | 150,0   | 182,5   | 187,5   | 187,5   | 182,5   | 332,5  |
| 16      | Emmanuel Oshomah        | Nigeria        | 88,90       | 140,0   | 147,5   | 152,5   | 147,5   | 180,0   | 187,5   | 190,0   | 180,0   | 327,5  |
| 17      | Mohammed Taher Mohammed | Egitto         | 89,40       | 145,0   | 150,0   | 152,5   | 145,0   | 175,0   | 180,0   | 185,0   | 180,0   | 325,0  |
| 18      | Klaus-Göran Nilsson     | Svezia         | 89,85       | 137,5   | 142,5   | 142,5   | 137,5   | 180,0   | 185,0   | 185,0   | 180,0   | 317,5  |
| 19      | Tommy Calandro          | Stati Uniti    | 89,20       | 142,5   | 142,5   | 147,5   | 142,5   | 172,5   | 180,0   | 180,0   | 172,5   | 315,0  |
| 20      | Salem Ajjoub            | Siria          | 89,95       | 135,0   | 140,0   | 140,0   | 135,0   | 180,0   | 185,0   | 185,0   | 180,0   | 315,0  |
| 21      | Jaime Molina            | Perù           | 86,55       | 125,0   | 130,0   | 135,0   | 130,0   | 152,5   | 152,5   | 152,5   | 152,5   | 282,5  |
| 22      | Emila Huch              | Samoa          | 89,35       | 117,5   | 117,5   | 117,5   | 117,5   | 152,5   | 162,5   | 162,5   | 152,5   | 270,0  |
| -       | Ibrahim Shaban          | Egitto         | 88,70       | 140,0   | 145,0   | 150,0   | 145,0   | 182,5   | 182,5   | 182,5   | NVL     | DNF    |
| -       | Erich Seidl             | Austria        | 89,75       | 145,0   | 150,0   | 152,5   | 150,0   | 192,5   | 192,5   | 192,5   | NVL     | DNF    |
| -       | Kim Cheol-hyeon         | Corea del Sud  | 89,80       | 150,0   | 155,0   | 155,0   | 150,0   | 192,5   | 192,5   | -       | NVL     | DNF    |
| -       | Derrick Crass           | Stati Uniti    | 88,80       | 130,0   | -       | -       | NVL     | -       | -       | -       | DNS     | DNF    |